# L'Avenç (1881-1893)
L'Avenç, o originalment L'Avens, fou una revista cultural fundada l'any 1881 per Jaume Massó, amb el propòsit de desenvolupar les idees radicals defensades pel Diari Català de Valentí Almirall, però amb la incorporació de nous escriptors. La revista representava l'esperit modernista, innovador i catalanista, i es va desentendre totalment de l'antic català, medieval i arcaïtzant. En les seves diverses etapes es va editar cada quinze dies, un cop al mes o trimestralment.

## Història
L'Avenç va néixer a la ciutat de Barcelona l'any 1881 amb el propòsit de desenvolupar les idees radicals defensades pel Diari Català de Valentí Almirall. Començà com un modest butlletí velografiat fundat per Jaume Massó i Torrents, i secundat per Josep Meifrèn i Emili Guanyavents. Un any després, el 1882, en fan una revista impresa, amb una nova incorporació, la de Ramon D. Perés com a nou director. Aquest amb la col·laboració dels millors escriptors del moment, com van ser Àngel Guimerà, Narcís Oller o Joan Sardà i Lloret, aportà la culturització necessària per a la revista amb una evolució cap a posicions més de caràcter literari. Amb l'inici de la reforma ortogràfica, la revista adquirí certes actituds agressives, radicals.
Massó va rebre la influència de dos fets rellevants: en primer lloc, ell mateix havia assajat una publicació «de joventut», en paraules de Joan Givanel i Mas, i aquest experiment li serví d'estímul per a repetir l'operació al cap de pocs mesos. Solia freqüentar la redacció del Diari Català i la personalitat del grup aplegat al seu entorn resultà decisiva per a ell. Almirall va deixar el seu treball al diari i va ser llavors quan Massó decidí reemplaçar-lo. Van ser els mateixos redactors de la nova publicació els qui deixaren constància en el pòrtic editorial:
| « | "El Diari Català, amb sa desaparició ha deixat un vuit en lo camp avansat catalanista qu'es necessari que s'ompli a la major brevetat."" | » |

Cal destacar també la rapidesa de Massó en començar aquesta publicació: l'últim número del Diari Català és del 30 de juny de 1881; tres dies després, el 3 de juliol, sortia el primer número de L'Avenç.
Des d'un principi, l'activitat de L'Avenç va respondre a un ideari que definiren ja en el primer número de la revista i que orientà tota la seva activitat. Aquesta activitat es caracteritzava per l'hostilitat a la mentalitat reaccionària, el rebuig dels models arcaics de la cultura de la Renaixença i, naturalment, la idea positivista del progrés que aplicaren a la política, la llengua o l'estètica d'acord amb els models de l'època. L'objectiu era transformar una Catalunya nostàlgica, clerical i retòrica en una Catalunya moderna, avançada i lliure. Durant els seus nou anys de vida, L'Avenç va patir una sèrie de canvis substancials de plantejament.
Les tres personalitats de L'Avenç tenien un perfil similar: rics, fills d'indians amb una cultura més cosmopolita que acadèmica i amb una presència molt activa en influents institucions ciutadanes.

### Influència de Valentí Almirall

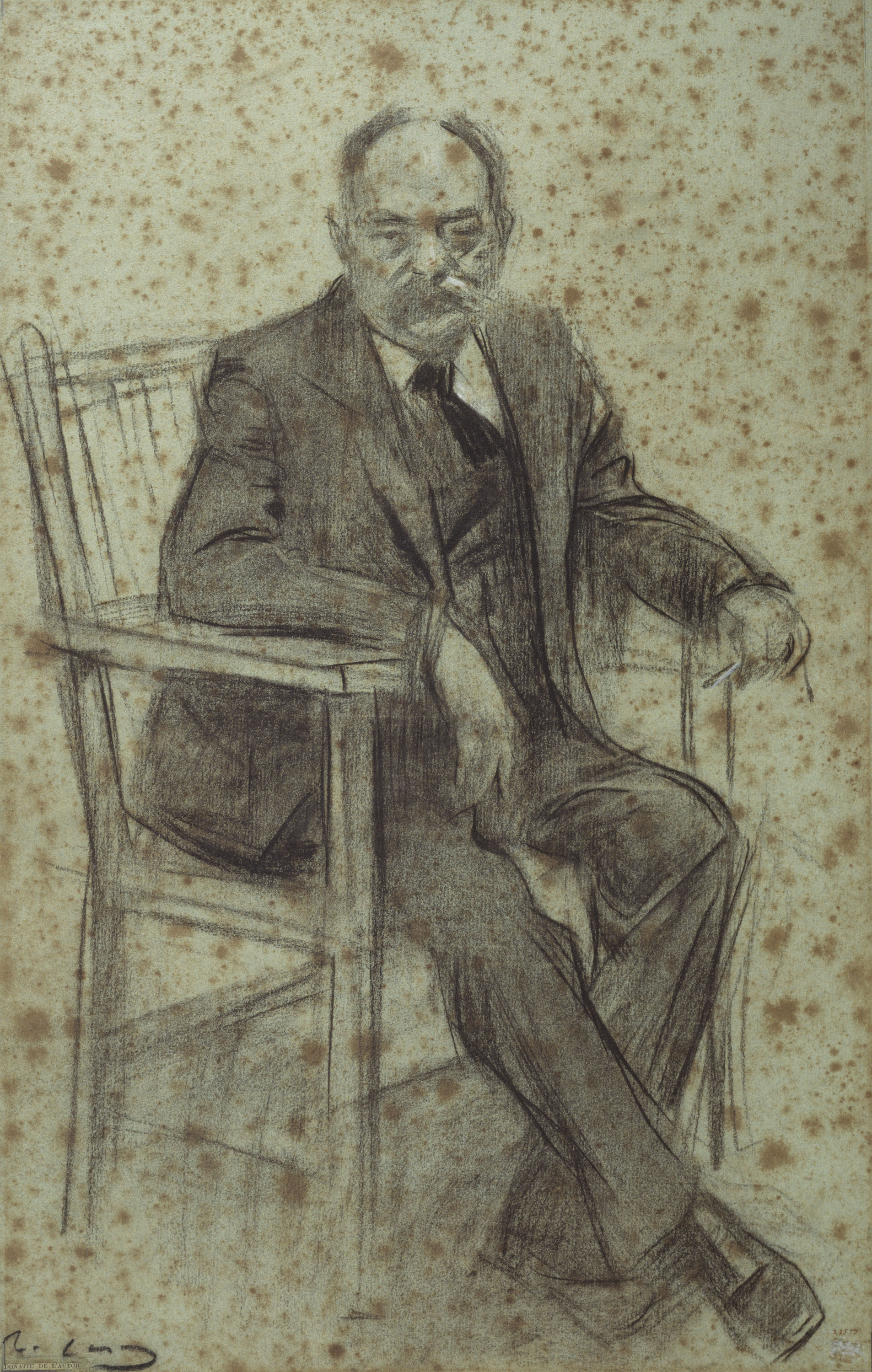
Retrat de Valentí Almirall fet per Ramon Casas MNAC

La influència d'Almirall sobre Massó es manifesta de manera molt clara en el mateix títol, ja que sovint havia definit el seu periòdic com a "diari català avançat"
Ramon Pla analitza el que representà Almirall en el renaixement catalanista:
- Lluità contra els ideals estètics i cívics dels Jocs florals.
- Mostrà la necessitat d'afavorir noves idees que revitalitzessin i regeneressin l'esperit català.
- Associà aquestes últimes idees renovadores a les del progressisme i les projectà a tots els aspectes de la cultura i de la política.

Així doncs, Almirall intentà renovar tots els supòsits que regien la vida catalana, que emplaçà "en l'afirmació de les particularitats catalanes, en un horitzó cultural i cívic europeu -i especialment anglo-saxó- i en un progressisme ideològic anticonservador i laic". L'Avenç es declarà continuador d'aquest inconformisme.

### L'Avençi la Restauració
Les coordenades culturals i socials que presidiren la primera hora de L'Avenç són caracteritzades pels efectes de la Restauració borbònica: una pau acabada d'estrenar en el conflicte urbà i en el carlí, unes finances que incrementaven la prosperitat del període i, sobretot, un retorn a la normalitat civil i a la convivència moderada, amb el que tot això implicava de tranquil·litat quotidiana, prosperitat mercantil i liquidació del clima reivindicatiu que generaren els set anys d'alteració revolucionària que precediren el retorn del Pacificador a la fi del 1874.
Els set anys de convulsió política malaguanyada, en darrer terme, per al país, implicaren una acceptació passiva de la Restauració, alhora que imprimia al nou període borbònic una tendència a la moderació entre resignada i alleujada que degué afectar profundament la generació nascuda entre el 1858 i 1868, anys en què veieren la primera llum gairebé tots els personatges de L'Avenç. I que l'afectà, naturalment, com un estímul que reacciona a l'apatia generalitzada de l'ambient i en contrast amb una atonia ideològica sense relleu que no compartien, per no haver viscut ells l'experiència directa de la Gloriosa i les seves conseqüències i, fins i tot, perquè els seus pares, als quals el comerç allunyà sovint de la península, no es veurien excessivament afectats per les angúnies polítiques i socials d'aquesta etapa.
Encara que ni Massó ni Casas ni la majoria dels col·laboradors de la revista -per la seva edat i condició- no van participar de la fatiga de la República ni del desengany del cantonalisme, ni dels desitjats reposos de la Restauració, reaccionaren, com era lògic en la generació jove, a l'atonia política del moment que no deixà d'afectar la cultura catalana, tan pendent i dependent sempre de la dada civil.
Cal, tanmateix, fer atenció al status social i al procés de formació dels principals responsables de la casa si es vol valorar i definir l'obra de L'Avenç amb un cert rigor. La procedència dels tres protagonistes de la institució -Jaume Massó i Torrents, Joaquim Casas i Carbó i Ramon Domènec Perés- és notablement homogènia. En els tres casos es tracta de fills d'indians enriquits -i molt enriquits- en el comerç amb les Antilles, que fou una de les principals fonts de riquesa de Catalunya.
El seu status social els permeté d'integrar-se, per una banda, a l'aristocràcia intel·lectual i, per l'altra, a la societat barcelonina de l'alta burgesia. Tot això dotà als personatges d'àmplies possibilitats de relació i alhora d'uns estímuls d'empresa que comptaren sempre també amb el suport de les seves fortunes, que, en la gran majoria dels casos -Massó sobretot- dediquen a l'obra de L'Avenç.

### Ideari inicial: Progrés, virtut i amor
L'ideari inicial de L'Avenç s'inspirava en les idees progressistes, catalanistes i federals de Valentí Almirall. Ho afirmen explícitament en l'article editorial del primer número (3 de juliol de 1881) quan escriuen: 
| « | "...en lo catalanisme, existeixen avui dos partits complertament oposats. Los uns són sectaris de les idees més endarrerides i rebusquen per làpides i pergamins, termes antiquats perquè els que ells creuen ignorants no les entenguin; los altres vislumbrant lo lluminós astre de la Llibertat, se fan càrrec de que les coses canvien amb lo transcurs dels sigles..."" | » |

Com a conseqüència d'aquesta actitud, defensen "el català que ara es parla" i una literatura menys retòrica i medievalitzant, adopten -per oposició al dels Jocs Florals- el lema de Josep Anselm Clavé, "Progrés, virtut i amor", difonen els moderns corrents culturals i promouen una crítica -literària i social- exigent. Aquesta orientació explicarà tot el procés de L'Avenç.

### Primera etapa: 1882 – 1884
En el primer número de la primera etapa de L'Avenç, Jaume Massó i Torrents va exposar els objectius de la revista en uns versos dedicats a la mateixa revista. El programa titulat Nostre propòsit deia que el lema era el de Progrès, virtut i amor i insistia en els conceptes sobre el catalanisme expressats en números anteriors. Cal remarcar que L'Avenç es manifesta, primer com a progressista i en segon lloc com a catalanista; com assenyala Valentí, aquesta escala de valors és la mateixa que Almirall havia inculcat al seu Diari.
En referència a aquest caràcter catalanista, trobem dues posicions: la dels que volien el progrés i millora de Catalunya i la dels que es caracteritzaven per tenir unes idees més endarrerides amb la pretensió de fer renéixer coses. L'avenç s'arrenglera amb els més avançats, Massó es refereix també a l'ortografia dient que tractarien de no utilitzar termes antiquats sinó aquells que estaven en ús.
Aquesta va ser una etapa en la qual van sortir col·laboracions de Valentí Almirall com la publicació d'un escrit per defensar la introducció del català a les escoles, un estudi sobre Charles Robert Darwin i un significatiu diàleg entre el Tajo i l'Ebre, símbols de la Castella dominadora i la Catalunya laboriosa.
D'altra banda, Ramon D. Perés va ser qui va aportar els primers assaigs de crítica literària i un elogi de Víctor Balaguer, qui hauria contribuït en dos estudis sobre Salvador Sanpere i Miquel i Jacint Verdaguer.
La crònica de les belles arts signada com a M.M.M anava a càrrec de Santiago Rusiñol. Eudald Canivell va fer articles sobre excursionisme; Jaume Massó i Torrents publicà una llegenda rossellonesa, Agnés de llar, poemes, un treball sobre Ali Bei i amb Lluís López i Oms, un erudit estudi sobre Lo llibre vert. Narcís Oller va comentar dos concursos: el dels projectes de la façana de la catedral de Barcelona i el del monument a Colom; J. Bru Sanclement va escriure sobre psicologia i B. Champsaur i Sicília sobre temes científics, mentre J. Puiggarí i J. Fiter i Inglés hi van aportar estudis de caràcter històric. A més, la revista publicà poemes d'Àngel Guimerà, Narcís Oller i del mateix Jaume Massó i Torrents entre molts d'altres.
La redacció de la revista es va mostrar particularment des del primer moment, sensible als inconvenients que dificultaven l'ús de català i recomanava la necessitat de posar fi al desordre ortogràfic imperant i de vetllar per la puresa de l'idioma.  Pel gener de 1884, la revista va decidir adoptar les normes ortogràfiques proposades per l'Acadèmia de Bones Lletres, tan bon punt aquesta va editar l'Ortografia de la llengua catalana (de la qual el mateix número en va publicar una ressenya).
A més, hi van ser reproduïts diversos treballs relacionats amb la llengua, com l'assaig de J.M. Moner Llatinisme de l'idioma català
o l'article anònim La llengua catalana que va quedar sense acabar.
Sota la direcció de Ramon D. Perés

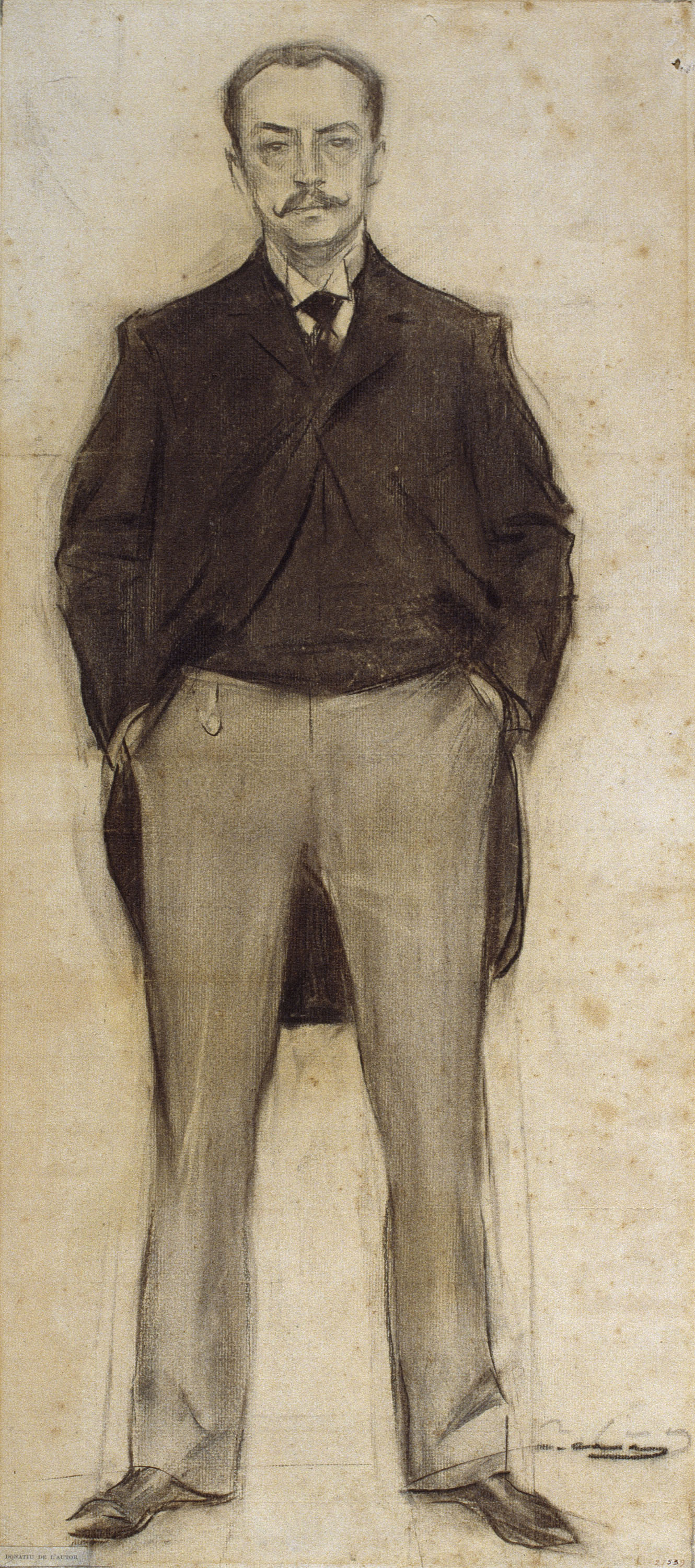
Retrat de Ramon Domènec Perés realitzat per Ramon Casas

Ramon D. Perés va dirigir la revista a partir de la setzena publicació que va sortir al mes de juliol de l'any 1883. Sabem que el consell de redacció estava format per Narcís Oller, Josep Yxart, Joan Sardà i Lloret, Jaume Massó i Torrents entre d'altres. Des de llavors es va iniciar una època de canvis, no solament en la presentació de la publicació sinó que també en els plantejaments i els continguts d'aquesta. Aquestes modificacions que podem observar en l'apartat de format, havien estat anunciades ja prèviament en el número anterior.
Tot i així, les millores introduïdes per Perés van provocar una greu crisi econòmica a la revista, que va provocar el seu emmudiment durant un quant temps. L'etapa, però, qualificada per Melcior Font com a edat d'or de la revista, resta com a exponent del que podia arribar a ser, una bona publicació literària.
La influència de Perés va portar a L'Avenç els millors literats i artistes de l'època ; així ho reconeix Massó: en Perés va aixecar la revista a un punt que mai abans s'havia assolit. Tots els escriptors que ja havien arribat a la revista ens oferien la flor de llurs produccions. L'índex del volum que conté els números des de juliol de 1883 fins a desembre de 1884, dona la mesura de la importància dels col·laboradors d'aquesta època. Està estructurat en diverses seccions: Crítica Literaria y artística, Novela y poesia, Articles Científichs, Articles Varis, Novas, Música i Dibuixos.
A la primera secció, les aportacions en el camp de l'art en nombre, són molt inferiors als estudis literaris, només dos articles tractaven temes artístics: la crítica de l'exposició de la sala Perés per Canivell i La pintura en lo género de paisatje, per J.M Tamburini.
D'altra banda, els estudis literaris comprenien articles sobre literatura catalana, algun d'aquests estudis era el de Valentí Almirall que reinterpreta L'oda d'Aribau, o bé el de Josep Yxart amb una anàlisi sobre una traducció de L'Atlàntida. A banda de tot això, Perés, hi valora els Jocs Florals de 1883 i 1884 publicant una crítica sobre Rubió i Ors; a més de crítiques i ressenyes bibliogràfiques i articles sobre literatura provençal.
L'índex posa en relleu el caràcter que havia adquirit la publicació: L'Avenç havia esdevingut una gran revista literària; els articles filosòfics, històrics o científics, així com els de catalanisme, estaven en franca regressió respecte a l'any anterior tot i que Valentí Almirall continuava insistint en la necessitat de regenerar Catalunya per mitjà del regionalisme. El gran fet que distingia l'època de Perés era l'interès per sobre de qualsevol ideologia per a la renovació cultural, artística i literària de Catalunya. La revista va continuar sent progressista i avançada; aquest avanç, però, se centrava sobretot en l'exercici de la crítica literària rigorosa, en l'atenció a la literatura comparada i en el coneixement dels últims corrents europeus, simbolitzats bàsicament pel naturalisme. Encara no apareixien les idees revolucionàries en les qüestions polítiques o socials que s'introduiran posteriorment de la mà de Cortada i Brossa. Només trobàvem una idea de caràcter regeneracionista que era que Catalunya podia regenerar Espanya alineant-se amb altres regions que tinguessin consciència de les seves peculiaritats.
L'Avenç en aquest moment representava el nucli intel·lectual més avançat i progressista del país; la base teòrica de l'aportació la van aportar dues figures cabdals: Ramon D. Perés i Valentí Almirall. El primer va fomentar el rigor en la crítica literària i va propagar l'escola naturalista, mentre que Valentí Almirall es va posicionar en contra de l'unitarisme imperant els ideals regionalistes i el particularisme. En el suplement del número de gener de 1884 es van plantejar de manera explícita les bases de la crítica literària. L'escrit sintetitza el programa de la publicació i a més, Perés, anuncia que:
| « | procurarà lo conreu en nostra patria d'una literatura, d'una ciencia y d'un art essencialment modernistas.." | » |

Com han remarcat molts estudiosos de l'època va ser la primera vegada que va aparèixer tal denominació, no només a Catalunya sinó que també a Espanya; modernista volia dir, en aquell moment, partidari del que era modern i que es contraposa a totes les figures i corrents tradicionalistes. L'avenç creia que sent modernista es podia aconseguir una vida esplendorosa. Per viure aquesta vida esplendorosa, Perés i la seva revista es van proposar introduir noves formes i idees a Catalunya, una d'elles era el naturalisme aplicat a la crítica, a la poesia i a la novel·la. El naturalisme, com a reacció contra actituds i modes passades, encaixava perfectament amb els ideals de renovació literària.
La necessitat de fomentar la crítica literària va ser defensada fins al final per L'Avenç, com ells afirmaven: Estimem la crítica.. Cacho Viu remarca que el naturalisme en L'Avenç era provincià, perquè reconeixia com a caps de fila indiscutits l'escola de Galdós i la Pardo Bazán. Un naturalisme relativament rebaixat no podia protagonitzar un canvi profund en la literatura catalana, això va fer que a partir de 1889 L'Avenç ja no s'erigís en portaestandard de l'escola, malgrat que segueixi girant en l'òrbita naturalitsa i que en les seves pàgines encara identifiqui modernisme amb observació de la naturalesa.
Valentí Almirall va fer aportacions significatives en el terreny polític, va intentar fer del catalanisme un moviment no només literari sinó que també polític.
Tenia un discurs de caràcter regionalista que posava l'accent en el particularisme, com a únic sistema de lluita contra les idees unitàries que ofegaven Catalunya i instaven a fer catalanisme.
Rovira i Virgili va escriure que sense Almirall
| « | la renaixença catalana hauria trigat molts més anys a entrar plenament en a fase política i s'hauria mantingut encara per alguns decennis dins el marc dels Jocs Florals i de les reviste literàries i continua gràcies a ell, el catalanisme deixà d'ésser patrimoni exclusiu dels lletraferits per a ésser un moviment de ciutadans, de patriotes." | » |

Gràcies a Perés L'Avenç havia fet un gran salt qualitatiu. Tanmateix, les millores que es van introduir en la impressió van ocasionar la seva ruïna, en el darrer número de l'any 1884, la redacció va anunciar la desaparició de la revista i va expressar alhora un clar sentiment de satisfacció per l'obra que havien elaborat durant els anys previs. Aquesta desaparició va ser deguda als problemes econòmics juntament amb el trasllat a Anglaterra  a causa dels negocis familiars de Jaume Massó i Torrents, on el seguí poc després Ramon D. Perés. Al cap de cinc anys d'aquesta desaparició temporal, L'Avenç havia de tornar a aparèixer amb una presència bastant més senzilla, però, amb un to altament combatiu.

### Segona etapa: 1889 – 1893
La segona etapa de L'Avens se situa del 1889 al 1893. Després d'uns anys d'inactivitat, el 1889 Massó tornà d'Anglaterra i reprengué com a únic redactor l'edició de la revista, ja que no serà fins un any més tard, quan al febrer de 1890, Perés hi tornés a col·laborar. Per aquest fet, Massó va començar a assistir a nombrosos actes catalanistes, a teatres i a seguir tot allò que succeïa al seu voltant per tal de mantenir l'esperit de la revista i poder tractar-hi tots els temes que estaven al carrer. Aquest segon Avens s'inicia amb una periodicitat mensual des de 1889 al 1892, i a partir de llavors, es converteix en quinzenal.
No obstant aquests canvis de periodicitat, les il·lustracions continuen sent abundants. Són un seguit de fotografies, dibuixos, etc. Sempre en blanc i negre, que acompanyen i exemplifiquen els textos. Algunes d'elles estan fetes fins i tot pel mateix Massó, com poden ser les que il·lustren els articles de Granollers, Reus i/o l'Arxiu de la Corona d'Aragó.
La revista s'imprimí a càrrec de l'establiment tipogràfic de Fidel Giró (avinguda de les Corts Catalanes, 212 bis) des de 1889 al final de 1890, que és quan aquesta adquireix la seva pròpia impremta. Massó va associar-se amb un home de gran economia anomenat Casas i Carbó, amb qui va decidir adquirir maquinària i caràcters per una impremta pròpia. Això ja s'havia anunciat a l'últim número del 31 de desembre de 1890: “Participem a nostres lectors que desde'l número pròxim, o sia a partir d'any nou, L'AVENS apareixerá imprés en estampa propia”. A la impremta, Eudald Canivell era qui es feia responsable de la impressió, i Emili Guanyavents qui revisava els originals i els corregia. El primer número que es va realitzar en aquesta va ser el del 31 de gener de 1891. Fou un Ensayo de gramática de catalán moderno, escrit per Pompeu Fabra.
Tota aquesta segona època, es pot dividir en dos petits períodes; el primer de 1889 a 1890 i el segon del 1890 fins a la fi de la revista.

#### Primer període (1889-1890)
L'Avens començà com una revista més de l'època, que a poc a poc va anar assolint un gran èxit i importància envers a altres, gràcies a diversos esdeveniments que l'envolten. La incorporació de personalitats com Santiago Rusiñol, Alexandre Cortada, Raimon Casellas, Joan Maragall i Gorina i Jaume Brossa, juntament amb la campanya lingüística que es trobava en aquell temps als carrers de Barcelona, i amb la que encetem els dos articles que va publicar Eudald Canivell, són dos dels exemples més rellevants que van ajudar a l'èxit d'aquesta. És a partir de la incorporació d'aquests personatges, que aporten vitalitat i agressivitat a partir de les seves col·laboracions, quan L‘Avens comença a canviar per tal de modernitzar-se i així, renovar el seu esperit. Això no obstant, són les col·laboracions de Brossa i de Cortada les que segons Marfany, degut al seu nivell d'agressivitat, arriben a menysprear la cultura catalana per la manca dels valor establerts. Ara serà una revista amb un to més crític vers la burgesia catalana.
Durant aquesta mateixa època, Catalunya tenia bastants problemes amb la seva llengua, i revistes com L'Avenç, en algunes de les seves publicacions els tracta. Crearan una campanya lingüística que durarà des del 31 de juliol de 1890 fins al desembre de 1892.
És en el número de juliol i agost de 1890 on Canivell escriu els seus primers articles com “ La rutina del catalá escrit” i un seguit de suggeriments d'actuació, que fan de la revista un medi per defensar la llengua catalana. Aquesta va assumir el lideratge del "català que ara es parla", i va remarcar la necessitat d'una reforma de les normes ortogràfiques per tal d'evitar barbarismes i arribar a una unitat ortogràfica. En una de les publicacions de 1890, és on trobem un article adreçat als literats i a la premsa catalana, en el qual veiem explicada tota aquesta situació, i on observem com la redacció deixa que cooperi tothom qui vulgui. Ja al començament d'aquest any hi van haver les incorporacions de Casas, qui va iniciar una sèrie de cinc articles amb el títol genèric Estudis de llengua catalana, Cortada i Fabra, que varen tractar el tema de la reforma ortogràfica, deixant en un segon pla a Canivell, que merament va ser el que va avivar la polèmica.
Al gener de 1891, després de la publicació d'un article sobre l'ús de la "ç", la direcció va modificar lleugerament la seva capçalera que passà a escriure's: L'Avenç. No va ser tan sols una campanya escrita, sinó que també varen fer actuacions orals. Van ser un seguit de quatre conferències al Centre Excursionista durant el mes de novembre i desembre de 1891, on es van exposar entre altres coses, extractes de la revista.
La primera, en mans de Massó, va ser una introducció on aquest va explicar els motius que el van fer decidir no associar-se amb Casas i Pompeu Fabra i Poch durant la campanya. En la segona, Casas, va ser l'encarregat. Va parlar de les condicions que ha de tenir la llengua, i de la importància que té la fonètica per definir-se com a idioma. Mentre que en les dues últimes, a càrrec de Pompeu Fabra i Poch, s'hi van explicar qüestions gramaticals i ortogràfiques.
Tot seguit s'iniciava la tercera i última etapa de la campanya. Aquesta consistí en la publicació de notes breus, però denses, on s'explicaven les innovacions i/o reformes ortogràfiques que s'anaven adoptant. Formaven part d'una nova secció anomenada La Reforma Lingüistica, que va ocupar un espai a la revista de gener de 1892 a desembre del mateix any.

#### Segon període (1890-1893)
En la segona etapa, a part de parlar de tots els esdeveniments embolcallats per la reforma, va comprendre uns anys on la revista va començar a tenir petits incidents amb altres. Un dels casos va ser amb “L'Esquella de la Torratxa”, que va publicar els treballs llegits al vernissatge de l'exposició de Ramon Casas i de Santiago Rusiñol a la sala Parés sense modificar-los. Publicacions com “La Renaixença” o “La España Regional” entre d'altres, van ser protagonistes d'enfrontaments a causa de la inclusió de les normes elementals que els participants de L'avenç pretenien evitar, ja que ells volien crear una ortografia fonètica.
L'últim any, es convertí en una revista polèmica, nacionalista i anarquitzant, introductora de l'avantguarda europea i vehicle del naixent Modernisme.

#### Reforma ortogràfica
Entre 1891 i 1893 L'Avenç va desenvolupar una important campanya lingüística que proposava la creació d'un model de llengua unitari, d'acord amb el llenguatge escrit i parlat, que va agafar com a base el parlar de Barcelona netejat de les impureses populars. A partir d'aquesta campanya, es van publicar una sèrie d'articles i conferències en què es discrepava del caràcter arcaïtzant de la llengua literària i es mostrava una preocupació per la diferència entre el català escrit i el parlat realment per la gent, així com per l'absència d'una normativa ortogràfica moderna i unitària. De fet, sota el guiatge de Pompeu Fabra es van proposar mesures concretes per a una renovació lingüística, que incloïen l'enriquiment del vocabulari i de la gramàtica; així com l'establiment d'unes normes globals que unifiquessin la llengua culta amb la col·loquial (i que a la vegada fossin compatibles amb el llatí i la llengua antiga).
Va ser una campanya encaminada "a modificar l'ortografia i a posar el llenguatge escrit d'acord amb el llenguatge parlat". En el número del gener del 1891, amb el canvi de grafia del títol de la revista (L'Avens per L'Avenç), es reintroduïa l'ús de la ç; i el mateix any l'establiment i llibreria de L'Avenç, que dirigia Jaume Massó, publicà l'Ensayo de gramática del catalán moderno, el primer llibre de Pompeu Fabra, on era exposada la "teoria general" de les reformes iniciades. Tant la campanya de la revista com l'aparició de l'Ensayo foren rebudes més aviat amb fredor: gairebé no hi hagué controvèrsia. El mateix 1891 fou organitzat al Centre Excursionista de Catalunya un cicle de quatre conferències, publicades després en extracte per la revista com a "Campanya lingüística" de L'Avenç. La primera fou pronunciada el 12 de novembre per Massó i Torrents («Com és que L'Avenç s'ha llançat a la reforma lingüística») a manera d'introducció. La segona anà a càrrec de Casas i Carbó («Quin ha de ser el modern català literari»). La tercera i la quarta foren pronunciades per Pompeu Fabra, l'ànima de la campanya reformadora. En la seva primera, el 3 de desembre, exposà la «Conjugació del verb català. —Present de subjuntiu»; en la segona, el 19 de desembre, tractà dels «Afixos pronominals i teoria de l'apòstrof».
Les teories exposades oralment pels reformadors foren portades de mica en mica a la pràctica. Així, L'Avenç dugué a terme un seguit de reformes del sistema ortogràfic com ara el canvi de la y en i; l'adopció dels plurals en –es; la introducció de l'accent greu (`) damunt les vocals tòniques à, è oberta i ò oberta; la supressió de la h final darrere c, i àdhuc inicial; la innovació del signe de la ela geminada (l·l) per a distingir-la de la l palatal (ll); la fixació de les combinacions pronominals respecte al verb, etc. La majoria d'aquestes reformes foren adoptades després per l'Institut d'Estudis Catalans i incorporades, l'any 1913, en les seves Normes ortogràfiques.

## La fi de L'Avenç
La fi de L'Avenç es va donar al desembre de 1893. La revista publicà com a últims números el 23 i 24 del 15-31 de desembre. Varen ser tres factors determinants els causants de la desaparició: 
- La crisi dels atemptats anarquistes i l'atemptat contra el general Martínez Campos.
- L'afusellament del tipògraf Paulí Pallàs a Montjuïc i la bomba del Liceu.
- La irritació per les crítiques envers la satirització de Frederic Soler "Pitarra", o també pel dèficit econòmic que comportava la progressiva pèrdua de subscripcions.

### L'anarquisme dels últims anys
Els dos darrers anys, L'Avenç fa un viratge per influència de dos redactors: Alexandre Cortada i Jaume Brossa. Aquest primer comença a publicar-hi l'any 1890 i Brossa no apareix fins al mes de setembre de 1892, que deixà la revista un any després per desacords amb els companys de redacció.
Massó el recorda com a home brillant, sobretot en la conversa, amb traça a demostrar les seves afirmacions, cruel en la conversa però sincer i bo. Escrivint, llampeguejava de frases curtes, intenses, poques vegades tallants. Els seus comentaris eren "comentadíssims", per tant la seva aparició va resultar un esdeveniment.
A partir del catalanisme radical i anarquitzant de Cortada i la visió esquerrana de Brossa la imatge de L'Avenç canvia i adquireix una nova imatge sota el seu influx, la revista adquirí un to agressiu, que es manifestava en el contingut i en la projecció pública que suscità la relació dels principals redactors amb elements anarquistes. Pretenen així: 
- Demolir tot el que existia i trencar amb la tradició.
- Crear un país nou.
- Invocar autonomia i federalisme.
- Unir naturalisme i simbolisme.
- Preconitzar l'emancipació de la dona i el matrimoni lliure.
- Abolir la religió i proclamar la força de l'individu i de la nacionalitat natural per sobre de l'Estat.
- Rebutjar la propietat i el capital.

I invoquen alhora Proudhon, Karl Marx i Mikhaïl Bakunin

### L'Avençi el nacionalisme combatiu encapçalat per Jaume Brossa

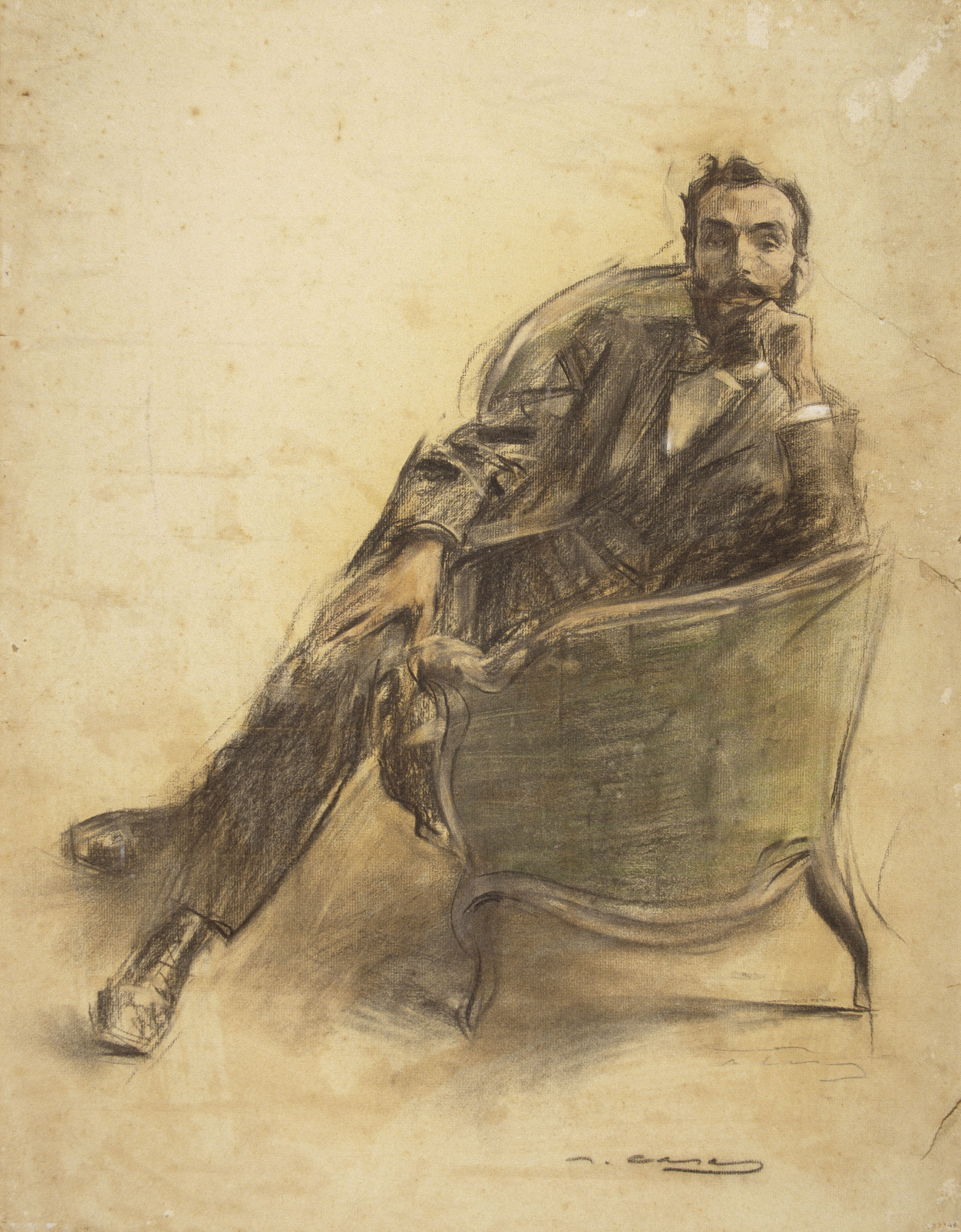
Jaume Brossa, per Ramon Casas. MNAC

Jaume Brossa i Alexandre Cortada esmenaran el sentit de la paraula catalanisme. Del primitiu regionalisme, que de fet no era més que un pàl·lid reconeixement de les peculiaritats catalanes dins el conjunt espanyol, es passa ara a un nacionalisme combatiu, que reindivica una autonomia total la qual comporta no solament el trencament amb Madrid, sinó l'enderrocament de tota la tradició catalana. Cortada vol despertar un nou sentiment autonòmic, aquest, però, necessita uns bons fonaments:
| « | "Quand se vol construir un edifici de nou, s'ha de començar abans per tirar el vell a terra del tot, fins als fonaments, sinó, en llog de fer res de nou, no més es fan que remendos"; per això recomana no esperar per "enderrocar lo vell, que caigui per ell sol, procurem tirar-lo abans a terra, i fins a l'últim fonament ont hi pugui aver amagades concepcions velles"." | » |

Els afanys de renovació, el trencament amb el passat i la devoció per l'estrangerisme seran constant que Brossa mantindrà al llarg dels anys. En una confèrencia a l'Ateneu Barcelonès, les resumirà en una frase: "Per tot arreu no se sent parlar més que de restaurar, i lo que Catalunya i Espanya necessiten és important i reconstruir", que tradueix en un consell:
| « | "Jo crec que, en lloc de l'autonomia universitària, lo que convé es tancar la universitat i fer-ne una de nova, amb professors francesos, inglesos, nord-americans i japonesos":" | » |

Eres unes idees assumibles pel gros de la redacció. Es tractava d'un exaltat vitalisme, que és expressat per Jaume Brossa en el penúltim dels seus articles amb paraules emblemàtiques que semblen, de fet, un veritable programa i un retrat d'ell mateix:
| « | "A Vosaltros, negativistes, eterns descontents, reventadors iluminats que penseu en teatres independents, en omes lliures, en criteris oberts, en corts grancs; que creieu possible la destrucció del poder polític; que somieu en l'Estat economic; que s'esteu penetrats de les sensaciones refindament fortes que dona el saboreig d'una obra d'art; que us deixeu seduir pels grands sintetissadors del sigle, [...]; qu'espereu el triomf sacrossant de totes les autonomies, qu'aneleu una dòna digne companya de l'ome nou, intellectual i fort: Vaja, Salut" | » |

Hi havia una contradicció entre aquest corrent radical i les tendències liberals, historicistes, respectuoses del passat i de la tradició professades per Massó.  L'extremisme de Brossa havia fet néixer recels entre els propietaris de la publicació. El seu origen social els podia permetre un cert flirteig amb l'anarquisme, però no fins al punt d'admetre'n l'acció directa.

#### Massó deixa la revista
La bomba del Liceu fou el detonant i provocà que Massó doncs decidí plegar. Els cap dels anys, el fet fou apreciat de manera diversa pels mateixos que hi eren implicats. com diu Marfany:
| « | "la capacitat d'acceptació d'actituds modernes per part del públic català tenia uns certs límits que havia estat imprudent d'ultrapassar.". | » |

Per a Canivell: "en Jaume Brossa, assidu col·laborador del periòdic, cada dia afermava més les seves idees ultra-avançades. La seva grandesa de cor no l'alliberà dels retrets. Per desgràcia de tots, esclatà la bomba del Liceu. La gent s'indignà, ens miraven de reüll. Figureu-vos, teníem un anarquista a casa. Quin anarquista, el bo, l'intel·ligent Jaume Brossa! Sigui com vulgui, sovintejaven les llestres de persones queixoses pel to que les tendències d'en Jaume Brossa donaven a la revista; L'Avenç estava en una situació violenta davant de tota la ciutat; els sucriptors es donaven de baixa. Què havíem de fer? Separar-nos d'En Brossa? Massó i Torrents decidí plegar."
Curiosament, a les memòries, Massó atribueix el final de la publicació al disgust que causaren a Pitarra les crítiques de Brossa: 
| « | "Recordo que en el darrer temps (1893), en què el desig de rebentada el corprenia, en va fer una de tan crua contra En Frederic Soler, que no li deixava gairabé res sencer. […] A la fi ens vàrem acomiadar dels nostres lectors amb un A reveure formament vibrant i amb alguns atreviments, dels quals conec massa íntimament la mà. Nosaltres no gosàvem trecat tota esperança, però en el nostre futur intern no teníem cap intenció de fer reviure L'Avenç, sinó que ja el consideràvem mort per sempre. | » |

#### A reveure
Els dos últims anys de la revista es caracteritzen per la presència de textos europeus, a partir de traduccions al català, i també per la publicació de versions originals com poden ser els poemes de G.Kahn, E. Verhaeren i F. Viélé-Griffin. Pel que fa als autors catalans del moment, no hi trobem que hi falti cap dels més importants.
Durant aquests últims anys, hi ha una revista amb característiques molts semblants a les anteriors, com poden ser la continuïtat d'il·lustracions en blac i negre, pero que a la mateixa vegada, està centrada en aspectes més artististics com són les caplletres, les vinyetes, els cul-de-llàntia, les fotogràfies i/o els dibuixos. Hi ha un increment de tots aquests, on hi abunden els dibuixos a ploma, els retrats i les reproduccions de quadres i escultures, que no obstant això, desapareixerant.
L'Avenç estava arribant als seus últims dies, i igual que al comiat de l'any 1884, es mostren al públic satisfets de la tasca realitzada i amb l'esperança de tornar algun dia.
La modesta revista que va sorgir a mans d'uns quants joves havia arribat a adquirir un nom que mai oblidarien. Amb el seu esforç, els homes de l'Avenç havien posat els fonaments de bona part de les activitats, de les institucions i de les iniciatives desenvolupades posteriorment, culminant amb:
- La celebració del Congrés de la Llengua Catalana.
- La fundació de l'Institut d'Estudis Catalans.
- Creació de la Biblioteca de Catalunya.

Aquesta tasca va ser lloada en un sopar per l'acomiadament de la revista, on Emili Guanyavents va realitzar el següent poema imprès al darrere del menú del sopar d'homenatge.
A "L'Avenç"
Ja està colgada la llavor;
ja l'humitetja la regor:
ja la llevor pel sol delira.
El sembrador se'n va cantant:
canta baixet, tot sominant
que ple de fruita l'arbre mira.
Ja una fulleta's veu sortî:
l'arbre ha trobat el seu camí
y, al cel mirant, sens treva avansa.
El sembrador se'n va content:
dona l'espatlla al sol ponent:
en el seu jorn te sa esperansa.
El petit tronc va fentse gros:
l'aire y el sol mai en repòs
han de deixâ'l fill de la terra.
El sembrador se'n va cofoi:
ja ses arrels, el que era noi,
en lo prefon, fentse home, enterra.
Y va pujant, pujant, pujant,
y en abundor sa flor escatant:
ja li ha arribat la primavera.
El sembrador se sent ditxós:
ja'm pot estar ben orgullós
de la cullita que l'espera!
Oh sembrador! Be'n pots estar!
T'ha costat molt de fer poblar,
malgrat els vents de la verda testa!
Mes, tot alló que del coir neix,
sembrat "ab temps arrela y creix",
Ja't veu l'estiu! Toquem a festa.

## Format gràfic de la revista
Al naixement de la revista les intencions dels redactors esdevingueren superiors a les disponibilitats reals; mancats de mitjans es veuen obligats a adoptar un sistema de reproducció barat: el velògraf, que "aleshores estava de moda i els feia molta il·lusió veure que quedaven tan bé els dibuixos".
Instal·laren la redacció i impressió a la cotxera de la casa dels pares de Massó (Cucurulla,9).
Massó dibuixà les capçaleres en caràcter gòtic mentre que Meifrén, - home habilíssim segons Melcior Font tenia cura del tiratge.
El format era de 21 x 15 cm i la caixa de 18 x 12,5 cm. La revista tirava 80 exemplars i, gràcies a l'entusiasme de Massó, arribà a aconseguir una setentena de subscriptors. El preu era de 4 quartos el número, però els responsables oferiren una subscripció del número 6 al 10, és a dir, cinc números, "al modich preu de mitja pesseta".
Aquesta època comprèn un total de deu números, el primer és del 3 de juliol de 1881; l'últim del 4 de desembre del mateix any. Hi participaren molts personatges en aquestes primeres edicions, per exemple: Massó publicarà poemes i ressenyes, els dibuixos de les darreres planes foren obra de Pau Bertran, Ramon Casas, del mateix Massó i més. En una nota curiosa, sortida al número 6, p.23, la redacció anuncià que el dibuix de Casas que reprodueixen "es obra del que d'avuy endavant serà nostre corresponsal artístich en París", el canvi de residència de Casas els permeté presumir de tenir un corresponsal a l'estranger.
A les darreres planes del número 10, Massó anuncia una millora notable a partir del nou any: publicarà, imprès, el que fins aleshores presentaven "per medi de l'automatógrafo. Així és que desde'l dia primer de 1882 apareixerà "L'avens" imprés en magnifich paper y acompanyat de delicadíssims fotograbats".
Al cap dels anys, Massó evocarà aquests inicis amb una certa condescendència:
| « | "En aquell temps, potser per contraposició als carlins, essent enara recent el record de la guerra, ens fèiem avançats i ens ho dèiem. Això donava un to als nostres articles, que ara, a través del temps, ens semblen innocents o puerils"." | » |

Durant la primera etapa, el preu de la revista per exemplar era de dos quartos mentre que la subscripció trimestral costava dos rals; amb aquesta quantitat, recorda Jaume Massó i Torrents, satisfeia les despeses de la impremta i encara granejava.
La revista constava de 8 pàgines i mantenia el mateix format de 21 x 15cm; caixa 18 x 12,5cm a cada número hi havia un dibuix o més fets a ploma, amb la tipografia La Academia. S'imprimien 3. 000 exemplars de cada número.
Els primers sis números de L'avenç van tenir un gran èxit, però amb el número set es va presentar la primera crisi de la revista. A partir de l'abril de 1882 volgué convertir la publicació en mensual i així ho van anunciar a la darrera plana del número sisè. Afirmant que veuria la llum el dia 15 de cada mes i costaria el preu d'un ral per número. Tenia la mateixa mida amb 16 pàgines impreses sobre paper setinat i sense contar les 4 planes de folletí i altres cobertes.
Els números 7, 8 i 9 van sortir amb setze pàgines en un paper de més bona qualitat i al preu d'un ral per a cada número; el canvi, va provocar una baixada del nombre de subscriptors de 2000 a 100. D'aquí que en el número 9 del mes de juny de 1882 la publicació va enunciar que l'avens hauria de suspendre temporalment la seva publicació, no era una suspensió per sempre sinó temporal. I en efecte, durant sis mesos L'avenç va deixar de publicar-se però al mes de gener de l'any 1883 va aparèixer el número 10 amb el mateix nombre de pàgines, però tirat a la Impremta Catalana de L. Obradors. 
Aquest cop però, presentava una novetat significativa com la incorporació de Ramon D. Perés, sota la seva direcció, la revista canvià radicalment, no sols el contingut sinó que també la presentació. Algunes de les modificacions externes hi foren visibles; el número 13 del mes d'abril ampliava l'extensió a 24, amb el format original però amb una caixa més petita de 17,5 x 10,5cm que permetia engrandir els marges i anunciava millores respecte al pròxim número assegurant que sortiria més aviat que de costum i contindria també més gravats. Però el número 14 dedicat als Jocs Florals, torna a sortir amb 20 pàgines, igual que el número 15; sembla que les 24 pàgines de l'anterior no eren més que un excés esporàdic de material. El número 15 tancà el primer volum imprès de la publicació (gener 1882 - juny 1883) repartí les tapes i els índex de la primera etapa impresa de la revista.
Una presentació estèticament agradable s'aconseguia mitjançant caplletres ornades, culs-de-llàntia tipogràfics i il·lustracions pròpiament dites: dibuixos originals o reproduccions. Cal destacar-hi les contribucions de Roig i Bofill, Llorens i Riu, Fages i Buxó i Santiago Rusiñol. Al març de 1883, L'Avenç va oferir un regal als seus subscriptors: una reproducció del quadre L'esclava de F. Masriera.
Ramon D. Perés va ser qui es va encarregar de dirigir la revista a partir de la setzena publicació que va sortir al mes de juliol de l'any 1883. A partir de llavors es va iniciar una època de canvis, L'Avenç va canviar el subtítol que passarà a ser Literari, Artístich, Científich.
També se'n va ampliar el format, que passarà a ser de 26 x 17cm amb un marc de caixa de 19,5 x 11,5cm; els números setze i disset van tornar a les setze pàgines, però en el divuit van arribar a les vint. La impremta va continuar fins al número 21 a l'establiment d'Obradors, però amb l'inici del tercer any la publicació torna a l'antiga empresa d'E. Ullastres. Sabem que el consell de redacció estava format per Narcís Oller, Josep Yxart, Joan Sardà i Lloret, Jaume Massó i Torrents entre d'altres.
El preu era de cinc pessetes la subscripció anual i de tres pessetes el semestre. El número solt tenia un preu d'un ral, mentre que els números endarrerits costaven un ral i mig. La redacció remarca que introduirà dues formes a partir del nou any; en primer lloc, es publicarà quinzenalment, tal com s'havia anunciat al número de 1883 i en segon lloc miraran de presentar un caràcter més d'actualitat.
Des del gener de 1884, L'Avenç apareix quinzenalment; el nombre de pàgines es mantindrà amb vint fins al 33 que en tindrà vint-i-quatre, a partir del número 24 comencen a aplicar el recurs de les dues tintes que li donarà més vivacitat.
En arribar als números 33 i 34, Perés va fer aparèixer dos volums, corresponents als trimestres de juliol i setembre, i d'octubre a desembre, amb 120 i 158 pàgines respectivament, amb paper de gran qualitat i magníficament il·lustrat. Tot i així, les millores introduïdes per Perés van provocar una greu crisi econòmica a la revista, que va provocar el seu emmudiment durant un quant temps.
Pel que fa a la Segona etapa Massó estava al càrrec de tot. Va realitzar les publicacions mantenint les mides i el disseny fet a través d'orla de filet, amb cantonades discretes al que estava ja estava acostumat. Eren unes publicacions on no hi havia un estricte nombre de pàgines, sinó que aquestes van anar variant. Durant el primer any, el 1889, la major part dels números eren de 16 planes; el 1890 aquestes augmenten fins a arribar a ser de 24, 26 o fins i tot de 32, i ja als últims anys, entre el 1891 i el 1892 les publicacions s'estabilitzen en 32 pàgines, fins que als darrers números tornen i acaben tenint les 16 planes amb les que es va iniciar la revista.
Va ser una revista que va tornar amb un llenguatge literari i cultural amb un to bastant moderat i liberal, que alterna perfectament els estudis històrics amb els poemes, les imatges etc. Sense produir-hi canvis bruscos que trenquin l'harmonia de l'organització. Van arribar a incloure fulletons i altres publicacions: "En 1889 i 1890 vaig donar com a fulletó el Cants íntims, d'Apel·les Mestres; el meu primer assaig de bibliografia, l'Anuari bibliogràfic català de 1888, i l'Atlas dels Viatges d'Ali-Bey, desconeguts en català. Després de la unió amb Casas, les obres editades varen sovintejar: Montalba, novel·la d'En Bosch de la Trinxeria;Trescant per les serres, narracions aparegudes de primer a L'Avenç, d'En Pons i Massaveu; la crònica d'En Turell;les edicions precioses de La intrusa i Espectres," mantenint-hi el mateix preu  a pesar que la redacció mai ho va veure com una bona idea.
Pel que fa l'àmbit econòmic, distribuïen 500 exemplars de cada nùmero que eren venuts a dos rals, mentre que la subscripció a la revista valia cinc pessetes l'any. Aquests preus es van mantenir fins a l'últim número de 1892, quan L'Avenç va pasar a ser quinzenal i a costar un ral.
El 1891 trobem la innovació més espectacular com a conseqüència de la campanya lingüística que estava present: la modificació del títol. Aquesta, de la mà de Casas, va consistir a canviar la "s" per una "ç". La revista va passar de dir-se "L'Avens", per ser "L'Avenç".

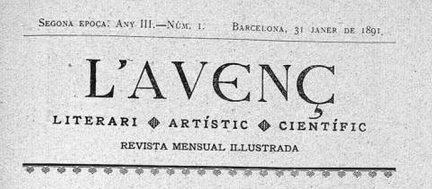
Número del gener de 1891 on apareix per primer cop el canvi de grafia (L'Avenç)

A poc a poc la revista va deixar d'introduir il·lustracions als seus números, fins que desapareixen pràcticament a les dues darreres publicacions. Un exemple el veiem al número 23-24, del 15-31 de desembre de 1893, l'últim de "L'Avenç". És un exemplar de 28 pàgines que no conté més que l'acabament de dues obres començades en números anteriors, dues planes bibliogràfiques i el text A reveure.

### Taula de l'evolució de les capçaleres
| 1881 | Número 1  | En aquesta primera capçalera de la revista Avens, veiem que estava feta a mà i duia el subtítol de Periodich Catalanista. S'escrivia L'avens amb "s" final i com es mostra la imatge, la impremta encara se situava al carrer Cucurulla.                                                                                 | Primera capçalera |  |  |  |  |  |  |
| 1881 | Número 1  | En aquesta primera capçalera de la revista Avens, veiem que estava feta a mà i duia el subtítol de Periodich Catalanista. S'escrivia L'avens amb "s" final i com es mostra la imatge, la impremta encara se situava al carrer Cucurulla.                                                                                 | Primera capçalera |  |  |  |  |  |  |
| 1882 | Número 2  | En aquesta imatge, veiem una evolució en la capçalera que passarà a tenir una decoració més carregada. Amb una al·legoria d'una nau grega. En aquest cas les lletres són més simples i el subtítol canvia a Lletras, Art i Ciencia. També ens mostra que la revista en aquest moment era quinzenal.                      | Número 1          |  |  |  |  |  |  |
| 1882 | Número 2  | En aquesta imatge, veiem una evolució en la capçalera que passarà a tenir una decoració més carregada. Amb una al·legoria d'una nau grega. En aquest cas les lletres són més simples i el subtítol canvia a Lletras, Art i Ciencia. També ens mostra que la revista en aquest moment era quinzenal.                      | Número 1          |  |  |  |  |  |  |
| 1882 | Número 7  | Aquí podem observar que la capçalera de L'Avens havia avançat cap a la simplicitat amb una decoració molt austera. Aquest cop, la revista és mensual i el subtítol torna a canviar i passa a ser: Ciencias, Arts i Lletras.                                                                                              | Número 7          |  |  |  |  |  |  |
| 1882 | Número 7  | Aquí podem observar que la capçalera de L'Avens havia avançat cap a la simplicitat amb una decoració molt austera. Aquest cop, la revista és mensual i el subtítol torna a canviar i passa a ser: Ciencias, Arts i Lletras.                                                                                              | Número 7          |  |  |  |  |  |  |
| 1883 | Número 16 | En aquest moment es continua mantenint l'austeritat dels canvis anteriors, però, portada a un extrem en que ja no hi veiem cap decoració, excepte la de les cantonades superiors. Tornem a observar canvis en el subtítol, aquest cop canvia a: Literari, Artistich i Científich. El qual ens mostra canvis ortogràfics. | Número 16         |  |  |  |  |  |  |
| 1883 | Número 16 | En aquest moment es continua mantenint l'austeritat dels canvis anteriors, però, portada a un extrem en que ja no hi veiem cap decoració, excepte la de les cantonades superiors. Tornem a observar canvis en el subtítol, aquest cop canvia a: Literari, Artistich i Científich. El qual ens mostra canvis ortogràfics. | Número 16         |  |  |  |  |  |  |
| 1884 | Número 22 | Totalment buida de decoració, però, veiem un canvi en la grafia que es mostra amb elements que donen el toc decoratiu a la capçalera. El subtítol es manté igual, però, amb la incorporació d'unes petites decoracions. En aquest cas, es descriu com a revista quinzenal.                                               | Número 22         |  |  |  |  |  |  |
| 1884 | Número 22 | Totalment buida de decoració, però, veiem un canvi en la grafia que es mostra amb elements que donen el toc decoratiu a la capçalera. El subtítol es manté igual, però, amb la incorporació d'unes petites decoracions. En aquest cas, es descriu com a revista quinzenal.                                               | Número 22         |  |  |  |  |  |  |
| 1889 | Número 1  | Pràcticament igual que l'anterior però amb la novetat de les línies més decoratives i el retorn a la publicació mensual. | Número 1 de 1889  |  |  |  |  |  |  |
| 1889 | Número 1  | Pràcticament igual que l'anterior però amb la novetat de les línies més decoratives i el retorn a la publicació mensual. | Número 1 de 1889  |  |  |  |  |  |  |
| 1891 | Número 1  | El canvi més important es dòna en aquest moment, en que la revista passa a ser L' Avenç en comptes de L'Avens. I el subtítol canvia a Literari, Artístic i Científic, amb l'ortografia que es correspondria avui en dia.                                                                                                 | Número 1 de 1891  |  |  |  |  |  |  |
| 1891 | Número 1  | El canvi més important es dòna en aquest moment, en que la revista passa a ser L' Avenç en comptes de L'Avens. I el subtítol canvia a Literari, Artístic i Científic, amb l'ortografia que es correspondria avui en dia.                                                                                                 | Número 1 de 1891  |  |  |  |  |  |  |
| 1892 | Número 1  | Un any després la capçalera es manté igual però incloent més detalls ornamentals i canviant la grafia del subtítol. | Número 1 de 1892  |  |  |  |  |  |  |
| 1892 | Número 1  | Un any després la capçalera es manté igual però incloent més detalls ornamentals i canviant la grafia del subtítol. | Número 1 de 1892  |  |  |  |  |  |  |
| 1893 | Número 1  | Finalment, els últims números de L'Avenç es mostren igual que els de l'any anterior, però, amb la diferència que es tornà a publicar quinzenalment. | Número 1 de 1893  |  |  |  |  |  |  |

## Fundadors i col·laboradors

### Fundadors

#### Jaume Massó i Torrents

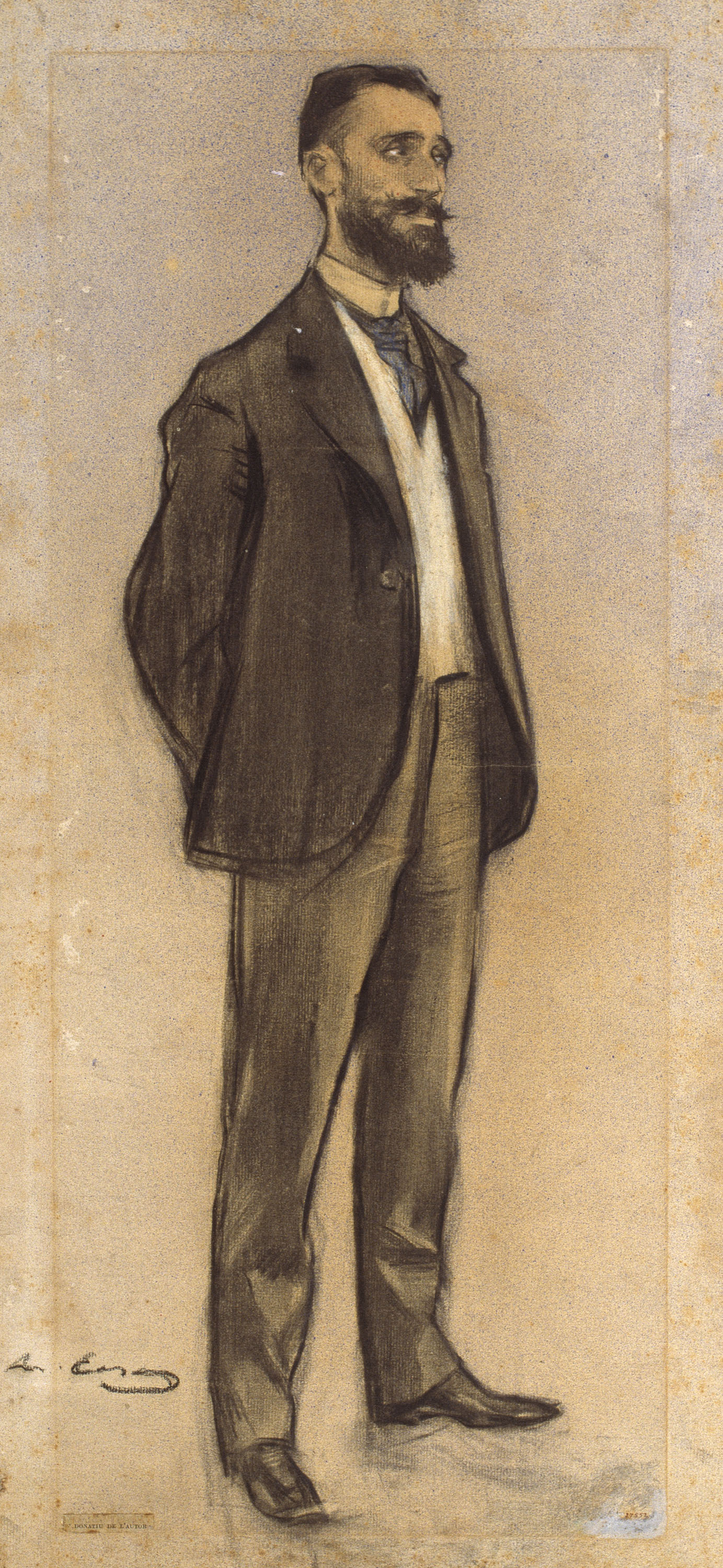
Retrat de Jaume Massó i Torrents, per Ramon Casas

Jaume Massó i Torrents (Barcelona, 1863-1943) va ser un editor, escriptor i erudit català. De família relacionada amb el comerç d'Ámerica, va freqüentar algunes universitats, sense matricular-se, on gràcies també, als nombrosos viatges arreu d'Europa, va aprendre sobre diversos estudis. Amb tan sols 18 anys fundà L'Avenç, gràcies a la influència que va assolir de Lo Velògrafo de Valentí Almirall.
Associat amb Joaquim Casas i Carbó, impulsà les publicacions de L'Avenç. Com a escriptor publicà narracions com Lo Fresser (1883), els celebrats Croquis Pirinencs (1896), poesies com Llibre del cor (1888)o Natura (1898). També va realitzar una novel·la Desil·lusió (1904) i el drama líric La Fada (1897).
Fora de l'àmbit d'escriptor participà, en la política nacionalista de matís esquerrà com pot ser en el Primer Congrés Catalanista o en la Unió Catalanista.
No obstant totes aquestes facetes, la seva gran vocació va ser l'erudició històrica i literària catalana, especialment en la recerca de nombrosos repertoris bibliogràfics. En aquest tema publicà la Revista de Bibliografia Catalana (1901-07).
De tots els seus treballs cal destacar Historiografia de Catalunya en català durant l'època nacional (1906), Exposició d'un pla de publicació de les Cròniques catalanes (1909), i/o Bibliografia dels antics poetes catalans (1914).
Li va ser concedit el doctorat honoris causa de la Universitat Autònoma de Barcelona el 1934.

#### Emili Guanyavents
Emili Guanyavents i Jané (Barcelona, 1860 - 1941), conegut com l'autor de la lletra de l'Himne dels Segadors, va ser un tipògraf que col·laborà principalment amb la revista L'Avenç.
Va ser un poeta de ressonàncies simbolistes i maragallianes, que publicà entre altres obres, Alades (1897),Voliaines (1903) i Trasplantades (1910), on aplegà versions mètriques de simbolistes i parnassians francesos.
Corrector de l'Institut d'Estudis Catalans, posà al dia, entre d'altres, les obres completes de Narcís Oller i d'Ignasi Iglésias.

### Col·laboradors
Alguns dels col·laboradors més importants:
| Escriptors         | Artistes          |
| ------------------ | ----------------- |
| Àngel Guimerà      | Santiago Russiñol |
| J. Maragall        | A. Suñol          |
| Narcís Oller       | Ramon Casas       |
| F. Soler           | A. Casanovas      |
| E. Guanyavents     | J. Guasch         |
| A. Ferrer i Codina | Llorens i Riu     |
| V. Almirall        | J. Llimona        |

Eduard Valentí assenyala que la col·laboració d'aquests, d'ideologia més o menys liberal, rebaixà el radicalisme primitiu d'arrel federal heretat d'Almirall, que l'Avenç havia preconitzar en els seus inicis: la seva influència feu invertir la primitiva escassa de valors establerta per la publicació: 
«... el progreso de Cataluña pasa delante del progreso como ideal universalista. Y el único progreso (avens) que este grupo de escritores y críticos coinciden en desear, es el que ha de situar a Cataluña en vanguardia del arte español».
A banda d'aquestes col·laboracions també hi trobem reproduccions d'artistes europeus com poden ser Émile Zola, Maurice Spronck, Francis Vielé-Griffin, Charles Baudelaire entre d'altres.